# La Celle, Puy-de-Dôme
La Celle är en kommun i departementet Puy-de-Dôme i regionen Auvergne-Rhône-Alpes i centrala Frankrike. Kommunen ligger i kantonen Pontaumur som tillhör arrondissementet Riom. År 2022 hade La Celle 80 invånare.

## Befolkningsutveckling
Antalet invånare i kommunen La Celle
| Referens: INSEE |